# なるせゆうせい
なるせ ゆうせい（1977年 - ）は、日本の脚本家、演出家、漫画原作者、劇作家。岐阜県出身。オフィスインベーダー代表、劇団インベーダーじじい主宰、シナリオ作家協会委員会。2008年よりキティ・フィルム所属。2009年より独立し、株式会社オフィスインベーダーを設立。舞台・映像の企画製作を行い、自身も作家＆演出家として入る。

## 略歴
岐阜県立加納高等学校卒業、早稲田大学社会科学部中退。1997年トムプロジェクト脚本新人賞受賞。
パルテノン多摩フェスティバル審査員特別賞受賞。
2013年に演劇界の革命児と呼ばれる西田シャトナーの演劇化不可能と言われる題材の人気作品「ソラオの世界」を演出し話題を集める。　

## 作品

### 映画脚本
- 『ジュウブンノキュウ』（東條政利監督、2006年）
- 『ユリシス』（丹羽貴幸監督、2006年）
- 『いつかの君へ』（堀江慶監督、2006年）
- 『あ、この家にはトイレがない!』（河崎実監督、2006年）
- 『アクエリアンエイジ』（田原英孝監督、2008年）
- 『愛流通センター』（土屋哲彦監督、2008年）
- 『特命女子アナ』（田尻裕司監督、2009年）
- 『バカ裁判』（和田宗衛門監督、2009年）
- 『東京無印女子物語』（大九明子監督、2012年）
- 『ふみだい食堂』（なるせゆうせい監督・中野森監督、2013年公開）
- 『不毛会議』（なるせゆうせい監督、2013年公開）
- 『ソフテン！』（出馬康成監督、2014年公開）
- 『フェアトレードボーイ 1・2』（川村清人監督、2013年 - 2014年公開）
- 『マスタード・チョコレート』（笹木彰人監督、冬川智子原作、2017年公開）[2]
- 『君たちはまだ長いトンネルの中』（2022年6月17日公開、消費税増税反対botちゃん原作・原案）- 監督・脚本・製作総指揮
- 『縁の下のイミグレ』（2023年6月30日公開、近藤秀将原作・原案・監修）- 監督・脚本
- 『威風堂々～奨学金って言い方やめてもらっていいですか？～』（2024年）-監督・脚本

### 舞台　脚本・演出・監修・制作
- 劇団インベーダーじじい全公演脚本演出
- 世田谷文学館主催 舞台「ガラスの仮面」2007年7月7日 - 9月2日[3][4]
- トムプロジェクト主催 舞台「7のない少女」 トムプロジェクト脚本新人賞受賞作品
- 現代制作舎主催 舞台「さよならの穴」
- ゼロプロジェクト主催 舞台「トゥルークリスマス」
- office inveider produce stage #2 舞台版 「ヘルプマン!」脚本・演出（2010年9月15日～9月20日 吉祥寺シアター）
- 舞台「劇団vitaminX～Legend Of Vitamin～」演出（2010年9月26日（日）～10月4日（月）全13回公演　前進座劇場）
- office inveider 主催　舞台「明日、君を食べるよ」脚本・演出（2011年6月4日～5日　全4回公演）
- office inveider produce stage　「方舟」脚本・演出（2011年11月9日～11月13日　全8回公演　俳優座）
- 舞台「弱虫ペダル」脚本（2012年2月1日～2月6日　全9公演　天王洲銀河劇場）
- 舞台「殿といっしょ」脚本・演出（2012年11月21日～11月29日　全13公演　前進座劇場）
- 舞台「不毛会議」脚本・演出（2013年1月9日～1月15日　全11公演CBGKシブゲキ!!）
- 舞台「ソラオの世界」脚本・演出（原作:西田シャトナー、2013年2月9日 - 17日、東京芸術劇場シアターウエスト
- 舞台「ハンサム落語」全シリーズ 脚本・演出（2013年〜）
- 舞台「明日、君を食べるよ」脚本・演出（2014年2月26日～3月2日）杉並演劇祭優秀賞受賞作品
- 音楽劇「御手洗さん」脚本・演出（2015年4月22日 - 26日、下北沢シアター711劇場）
- 舞台「DIABOLIK LOVERS」演出（2015年8月26日〜30日）
- 舞台「ギャグマンガ日和」脚本・演出・プロデューサー（作:「増田こうすけ劇場 ギャグマンガ日和」(集英社「ジャンプ SQ.」連載中）
  - 舞台 増田こうすけ劇場 ギャグマンガ日和（2015年9月）
  - 舞台 増田こうすけ劇場 ギャグマンガ日和 デラックス風味（2016年4月）
  - 舞台 増田こうすけ劇場 ギャグマンガ日和 〜奥の細道、地獄のランウェイ編〜（2017年2月）
  - 舞台 増田こうすけ劇場 ギャグマンガ日和 向かい風 100%（2018年9月）
- 舞台「ヒストリーズジャパン・シリーズ」脚本・演出（2015年〜）
- 舞台「ヘタリア」脚本（2015年12月〜）
- 舞台「熱いぞ!猫ヶ谷!!」脚本（2016年3月16日 - 20日、品川プリンスホテル クラブeX）
- 舞台「ハイスクール!奇面組」構成・演出（2017年6月1日 - 4日、全労済ホールスペース・ゼロ） [5][6]
- 舞台「錆色のアーマ」脚本（2017年6月8日 - 18日、AiiA 2.5 Theater Tokyo、2017年6月22日 - 25日、森ノ宮ピロティホール）
- 舞台「イムリ」総合監修（2017年7月26日 - 31日、俳優座劇場）
- 舞台「ヘルプマン!〜監査編〜」脚本・演出（2017年11月8日 - 12日、俳優座劇場）
- 舞台「DIABOLIK LOVERS～re:requiem～」演出（2018年1月24日 - 28日、クラブeX品川）
- 舞台「レジスタンスイレブン」企画・演出（2018年4月1日 - 15日、三栄町LIVE STAGE）
- 舞台「宇宙戦艦ティラミス」脚本（2018年7月23日 - 31日、シアターサンモール / 2018年8月2日 - 5日、岐阜文化センター / 2018年8月11日〜12日、ABCホール）[7]
- 舞台「ハイスクール!奇面組2」演出（2018年8月2日 - 10日、草月ホール）
- 舞台「pet －壊れた水槽－」総合監修（2018年12月5日 - 9日、草月ホール）
- 舞台「アドリブ心理劇　ドナーイレブン」監修（2018年12月19日 - 30日、シアターKASSAI
- 舞台「文豪とアルケミスト 余計者ノ挽歌(エレジー)」脚本（2019年2月21日 - 28日、シアター1010）
- 舞台「プロジェクト東京ドールズ」総合監修・脚本（2019年2月27日 - 3月10日、新宿村LIVE）
- 舞台「幕末太陽傳 外伝」脚本・演出（2019年4月18日 - 28日、三越劇場）- 主催：日活・ＡＤＫクリエイティブ・ワン
- 音楽劇「Zip & Candy」脚本・演出（原作：にしのあきひろ、2019年7月4日 - 14日、俳優座劇場）
- 舞台「pet －虹のある場所－」総合監修（2019年7月29日 - 8月4日、神田明神ホール）
- 舞台「コジコジ」脚本・演出（原作：さくらももこ、2019年8月21日 - 25日、CBGKシブゲキ!!）
- 舞台「明日、君を食べるよ」脚本・演出（2019年11月20日 - 12月1日、アトリエファンファーレ東池袋）
- 舞台「宇宙戦艦ティラミスII ～蟹・自分でむけますか～」脚本（2019年12月27日 - 29日、IMPホール / 2020年1月8日 - 19日、クラブeX）[8]
- 舞台「文豪とアルミケスト 異端者ノ円舞(ワルツ)」脚本（2019年12月27日 - 29日森ノ宮ピロティホール、2020年1月8日 - 13日品川ステラボール）
- 舞台「炎炎ノ消防隊」脚本（原作：大久保篤、2020年7月31日 - 8月2日、梅田芸術劇場シアター・ドラマシティ、2020年8月6日 - 9日、KT Zepp Yokohama）
- 舞台「ハイスクール!奇面組3」演出（2020年11月18日 - 23日、草月ホール）
- 舞台「宇宙戦艦ティラミス～銀河列車で遊郭行きてぇなぁ編～」脚本監修（2022年10月7日 - 16日、こくみん共済 coop ホール／スペース・ゼロ）[9]
- 舞台「宇宙戦艦ティラミス 完結編〜ファイナルラストはエンドの終わり〜」脚本監修（2023年9月2日・3日、瑞穂市サンシャインホール / 9月7日 - 17日、IMAホール）[10]

### 番組制作
- 『レジスタンスイレブン』
- 『釣り猿』

### 漫画原作
- 『東京無印女子物語』（フィールヤング（祥伝社））

### 小説
- 『超短編の世界2』（創英社））
- 『ワンハンドレッドライフ』（創英社））

### ネットドラマ
- あそむび幸運探偵風烈光の事件簿
- 東京自転車物語
- ファンキーモンキードンキーズ

### 劇団代表作
- 「飛び降りたらトランポリン」 くりっくステージ新人部門賞
- 「爺捨」 パルテノン多摩演劇フェスティバル特別賞
- 「キセカエ人魚」

### その他脚本
- 結婚披露宴（フジテレビ系、2007年）
- ハリ系（日テレ系、2007年）
- 喫茶ベルサイユ（2007年）
- サントリーカルーア（2007年）広告
- ユニリバーAXE（2007年）広告
- マタハリ／パチンコ（2009年）広告
- 日本郵政株式会社（2009年）広告
- ひとりじめマイヒーロー（2017年）
- 歴史漫才 ヒストリーズ・ジャパン（2017年）
- TVドラマ「ギリシャ神話劇場 神々と人々の日々」（TOKYO MX、2020年）総合監修・脚本

### 書籍
- 『東京無印女子物語』祥伝社（2010年）※原案
- 『100LIFE ワンハンドレッドライフ』創英社（2010年）小説